# Byriuchyi (ilha)
Byriuchyi (em ucraniano:  Бирю́чий О́стрів, transl. Byríuchyi Óstiv, Pronúncia ucraniana: [bɪrʲʊˈtʃɪj osˈt(j)r(j)iu̯]) é uma ilha na parte noroeste do mar de Azov, oblast de Kherson, Ucrânia, que desde 1929 encontra-se conectada ao continente por um pequeno istmo arenoso. Tem um comprimento de cerca de 24 km, e uma área de 72,3 km². Faz parte do parque Nacional de Azov-Sivash desde 1993.

## História
Em 1878, um farol de 24,7 metros foi construído na ilha, mas foi destruído em 1943 por tropas romenas durante a ofensiva da Crimeia e reconstruído em 1957. Em 1927, uma reserva estatal foi criada em Byriuchyi, que agora faz parte do parque Nacional de Azov-Sivash desde 1993.
Em 17 de setembro de 2003, o presidentes da Ucrânia, Leonid Kutchma, e da Rússia Vladimir Putin reuniram-se em Byriuchyi, onde discutiram a questão da fronteira marítima nas águas do mar de Azov e do estreito de Querche. Alguns dias depois, os russos começaram a construção de um dique no estreito, das margens da península de Taman até à ilha ucraniana de Tuzla.
Desde 2006, uma exposição de arte é realizada na ilha anualmente em maio e setembro. No outono de 2015, os cineastas italianos Gianluca e Massimiliano De Serio estavam a realizar filmagens nesta ilha para o seu filme. Em 2016, a quarta parte do filme "XAU" também foi filmada nesta ilha pelo cineasta italiano Giorgio Cugno.
Em 2020, uma forte tempestade atingiu a região e separou a ilha do continente. Durante a invasão da Ucrânia pela Rússia em 2022, os militares russos roubaram móveis da dacha do presidente ucraniano Volodymyr Zelensky na ilha.

## Fauna e flora
Na década de 1970–80, havia plantações de florestas de proteção, compostas por árvores-do-paraíso, ulmeiros-brancos, acácias-bastardas, freixos, espinheiros-da-Virgínia e álamos. É um habitat para cerca de mil veados-vermelhos aclimatizados, 2500 gamos, 90 onagros e várias dezenas de cavalos domésticos, muflões e faisões aclimatizados.
A ilha é do tipo aluvial, formado por areia e coquina (planície costeira arenosa com ocorrência de conchas cimentadas). Ao longo da costa norte, existem inúmeros lagos, vários dos quais são salinos.